# Spice Girls
Spice Girls là một nhóm nhạc nữ mang phong cách pop nổi tiếng của nước Anh, nhóm được thành lập vào năm 1994. Nhóm gồm 5 thành viên, trong đó mỗi thành viên đều có một biệt danh đặc trưng cho phong cách của mình: Melanie Brown ("Scary Spice"), Melanie Chisholm ("Sporty Spice"), Emma Bunton ("Baby Spice"), Geri Halliwell ("Ginger Spice"), và Victoria Beckham, trước đây là Adams ("Posh Spice"). Họ đã ký hợp đồng với hãng đĩa Virgin Records và phát hành đĩa đơn đầu tay của họ "Wannabe" vào năm 1996. Ca khúc ngay lập tức trở thành đĩa đơn quán quân ở các bảng xếp hạng của hơn 30 quốc gia. Nhờ đó Spice Girls đã được nổi lên như một "hiện tượng toàn cầu". Album đầu tay của họ, Spice đã bán được hơn 30 triệu bản trên toàn thế giới, trở thành album bán chạy nhất bởi một nhóm nữ trong lịch sử âm nhạc. Album tiếp theo của nhóm, Spiceworld cũng tiêu thụ được hơn 20 triệu bản trên toàn thế giới. Tổng cộng họ đã bán được hơn 100 triệu bản trên toàn thế giới, khiến họ trở thành nhóm nhạc nữ thành công nhất mọi thời đại, và là hiện tượng nhạc pop thành công nhất nước Anh kể từ The Beatles.
Những thành tựu được ghi nhận trong sự nghiệp của nhóm bao gồm doanh số album cao kỷ lục, 9 đĩa đơn quán quân tại Vương quốc Anh (trong đó có 3 đĩa đơn quán quân 3 mùa Giáng sinh liên tiếp), tour diễn tái hợp 2007-2008, thời trang mang tính biểu tượng như bộ váy Union Jack của Halliwell, một bộ phim chiếu rạp, Spice World, và những biệt danh "ngũ vị hương" được công nhận toàn cầu. Với việc nâng tầm khái niệm quyền lực của phái nữ trong cuộc sống "Girl Power", Spice Girls đã trở thành biểu tượng văn hóa phổ biến những năm 1990.

## Danh sách đĩa nhạc
- Spice (1996)
- Spiceworld (1997)
- Forever (2000)
- Greatest Hits (2007)